# Bihardancsháza
Bihardancsháza (früher Dancsháza) ist eine ungarische Gemeinde im Kreis Püspökladány im  Komitat Hajdú-Bihar. 

## Geografische Lage
Bihardancsháza liegt 40 Kilometer südwestlich der Stadt Debrecen und grenzt an folgende Gemeinden:
|  |                                             | Sáp        |
|  | Kompassrose, die auf Nachbargemeinden zeigt |            |
|  | Nagyrábé                                    | Bihartorda |

## Geschichte
Die erste schriftliche Erwähnung geht auf das Jahr 1384, damals noch als Donchhaza, zurück.

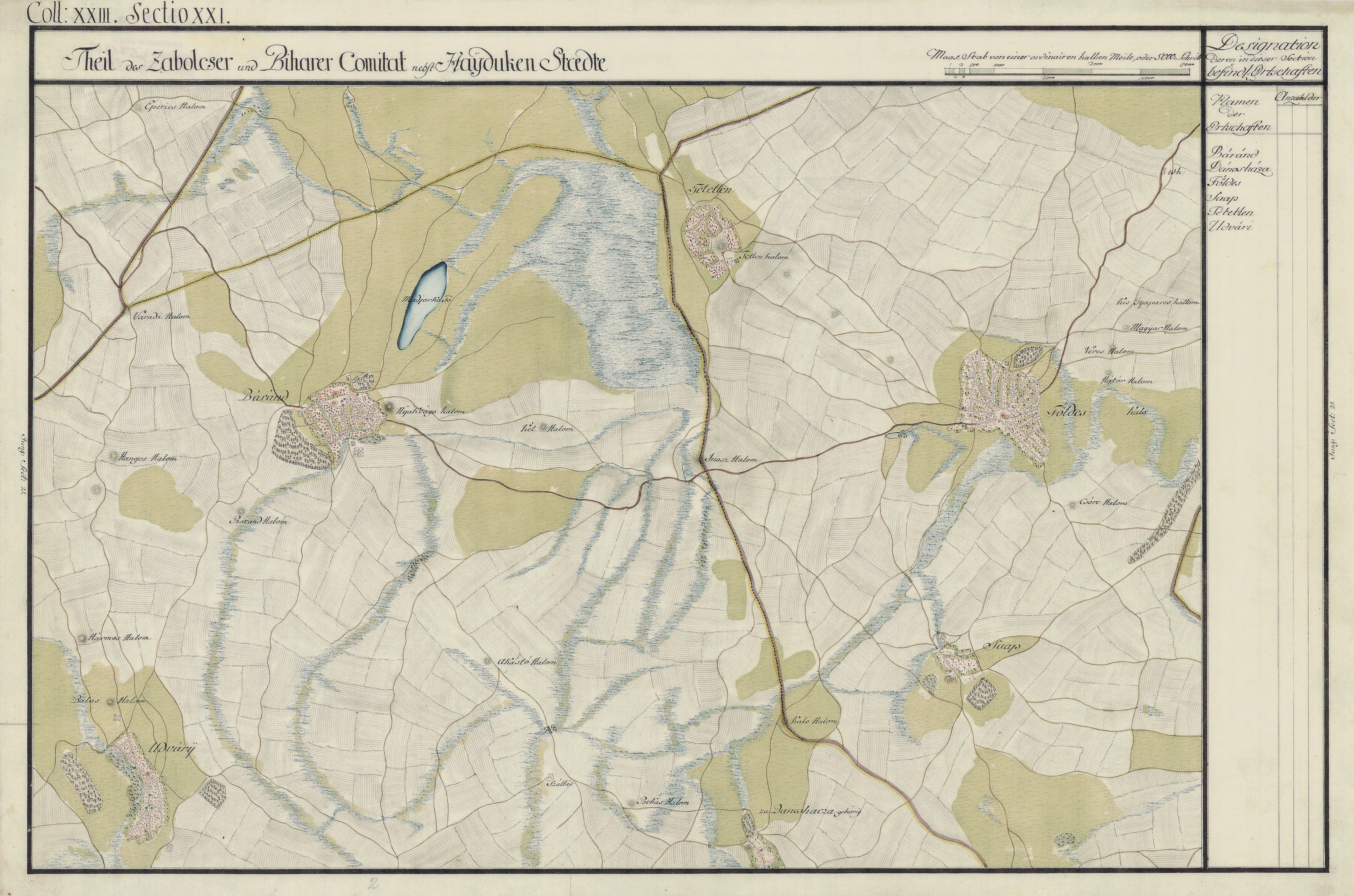
Dáncshácza (Ausläufer rechts unten) um 1782 (Aufnahmeblatt der Josephinischen Landesaufnahme)
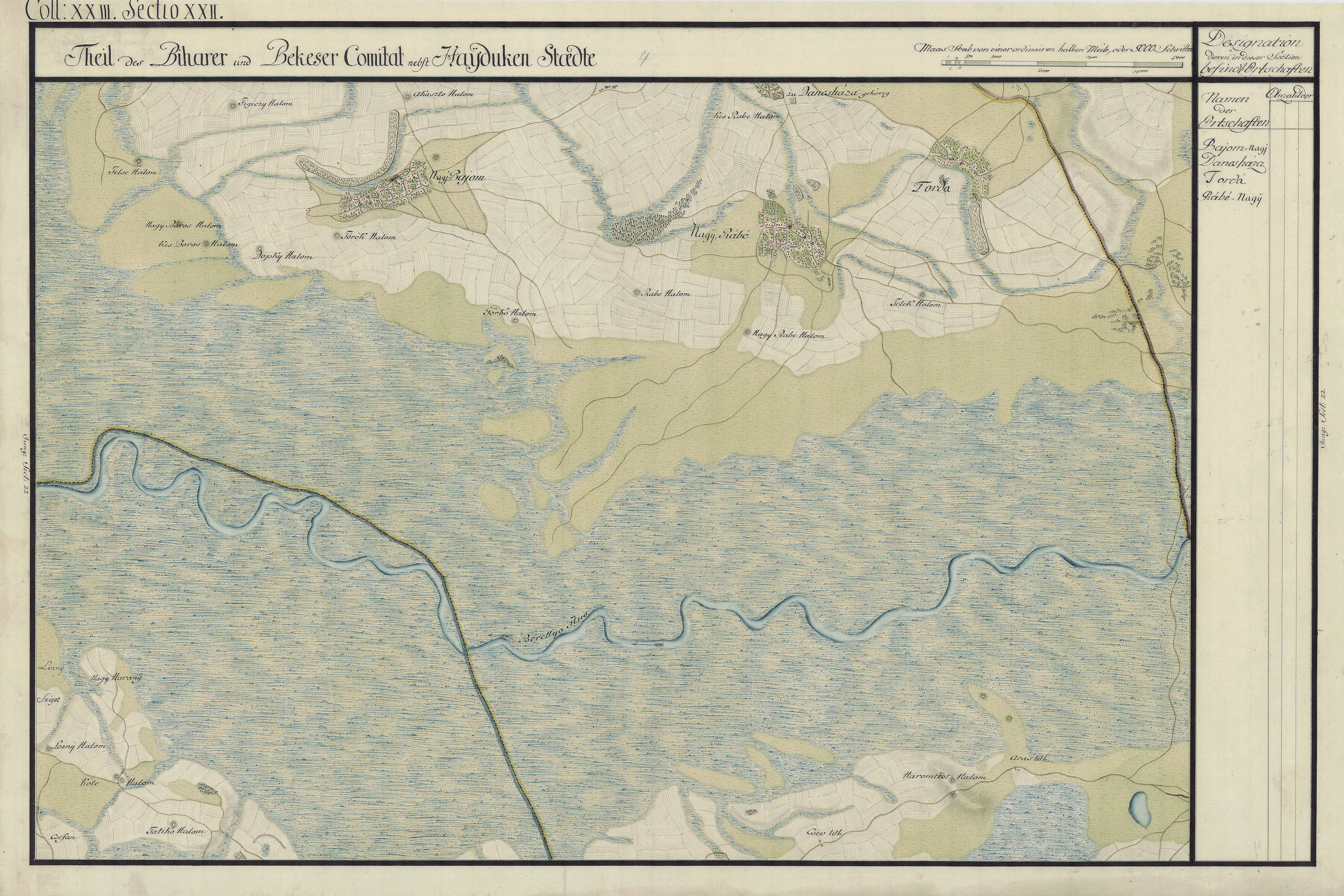
Dancsháza (Ausläufer rechts oben) um 1782 (Aufnahmeblatt der Josephinischen Landesaufnahme)
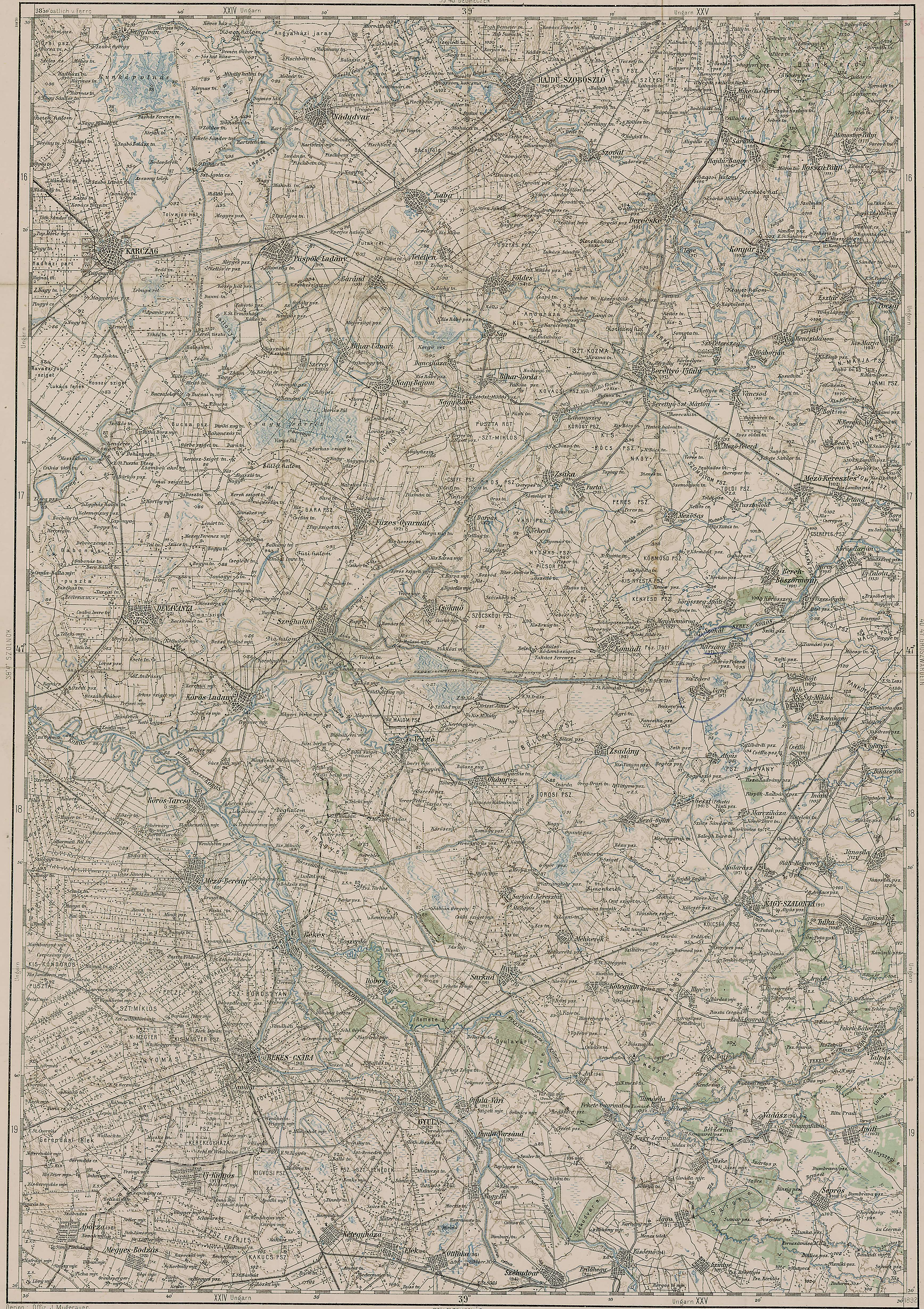
Dancsháza  (N 47° 14'; O 38° 59') um 1892 (Aufnahmeblatt der Franzisco-Josephinischen Landesaufnahme)

## Sehenswürdigkeiten
- Reformierte Kirche

## Verkehr
Durch Bihardancsháza verläuft die Landstraße Nr. 4226. Der nächstgelegene Bahnhof befindet sich nordöstlich in Sáp.